# William Marshall (réalisateur)
 (février 2024).
Si vous disposez d'ouvrages ou d'articles de référence ou si vous connaissez des sites web de qualité traitant du thème abordé ici, merci de compléter l'article en donnant les références utiles à sa vérifiabilité et en les liant à la section « Notes et références ».
Pour les articles homonymes, voir William Marshall et Marshall.
William Marshall, ou Bill Marshall, est un acteur, réalisateur et producteur américain, né le 12 octobre 1917 à Chicago (Illinois) et mort le 7 juin 1994 à Boulogne-Billancourt.

## Biographie

### Origines
Gerard William Marshall naît le 12 octobre 1917 à Chicago (Illinois),.

### Carrière
D'abord chanteur avec les Pennsylvanians (en), l'orchestre de Fred Waring (en), William Marshall crée en 1937 son propre groupe. En 1940, il commence une carrière d'acteur à Hollywood.
Après avoir été sous contrat à la Warner Bros. jusqu'en 1941, William Marshall est mobilisé à l'entrée en guerre des États-Unis et entre dans l'armée de l'air avec le grade de lieutenant-pilote. Au lendemain de la guerre, il est sous contrat à la 20th Century Fox, et participe, de 1945 à 1949, comme acteur et metteur en scène, à vingt-quatre films.
En 1946, il se rend en Europe et joue un rôle actif dans les milieux cinématographiques. En 1949, il s'associe avec Errol Flynn pour une série de films qui sont réalisés en Europe.
En 1966, il fonde la Motion Picture Studios qui s'installe à la Jamaïque.
C'est en 1967 que William Marshall entreprend d'écrire La Combine (The Deal), roman fondé sur son expérience du milieu cinématographique en Europe et à Hollywood.
Pour ce livre, l'auteur s'est vu décerner le Critics Circle Award et l'Editors Award. Il essaie alors de l'adapter ou le faire adapter cinématographiquement notamment en France, sans succès.
En 1983, il retente l'aventure de l'écriture avec La Sixième Saison, qui se veut un récit autobiographique depuis son arrivée à Los Angeles de sa carrière hollywoodienne peuplée de super-stars, de producteurs milliardaires et de réalisateurs; ses rencontres avec les plus grands, ses productions, ses mariages successifs - avec Michèle Morgan, Micheline Presle, Ginger Rogers, ses réussites et ses échecs. À la suite d'une plainte de Michèle Morgan pour atteinte à la vie privée, la justice française ordonne d'amputer le livre de plusieurs pages.

### Mort
William Marshall meurt le 7 juin 1994 à Boulogne-Billancourt, en proche banlieue parisienne.
Il est inhumé à Richarville (Essonne).

### Vie privée
En 1942, William Marshall épouse l'actrice française Michèle Morgan, avec laquelle il a un fils, Mike Marshall (1944-2005), lui-même acteur. Ils divorcent en 1948.
Le 3 septembre 1949 à Santa Barbara (Californie), il épouse en secondes noces l'actrice française Micheline Presle, qui lui donne une fille, Anthony-Lee dite Tonie Marshall (1951-2020), actrice, réalisatrice, scénariste. Ils divorcent le 5 décembre 1955.
En 1961, il épouse en dernières noces l'actrice et danseuse américaine Ginger Rogers. Ils divorcent en 1969.

## Filmographie

### Cinéma

#### Acteur
- 1940 : Money and the Woman : un employé de banque
- 1940 : Flowing Gold (en) d'Alfred E. Green
- 1940 : Ville conquise (City for Conquest) d'Anatole Litvak : Joe
- 1940 : Knute Rockne, All American de Lloyd Bacon
- 1940 : East of the River d'Alfred E. Green
- 1940 : La Piste de Santa Fe (Santa Fe trail) de Michael Curtiz : George Pickett
- 1942 : Flying with Music : Don Terry
- 1942 : Tomorrow we Live (en) : Bob Lord
- 1943 : Aerial Gunner (en) : Sprague
- 1943 : Mantrap : un stagiaire
- 1943 : La Kermesse des gangsters (I Escaped from the Gestapo) d'Alexander Hall : Lunt
- 1943 : The Boy from Stalingrad (en) : Sergent
- 1944 : Winged Victory de George Cukor : Major Burke
- 1944 : La Belle de l'Alaska (Belle of the Yukon) de William A. Seiter : Steve Atterbury
- 1945 : La Foire aux illusions (State Fair) de Walter Lang : Marty
- 1946 : Meurtre au music-hall (Murder in the Music-Hall) de John English : Don Jordan
- 1946 : Earl Carroll Sketchbook : Tyler Brice
- 1946 : Une fille perdue (That Brennan Girl) : Martin J. Neilson
- 1947 : Musique aux étoiles (Calendar Girl) d'Allan Dwan : Johnny Bennett
- 1947 : Blackmail : Daniel J. Turner
- 1951 : Hello God : le narrateur
- 1955 : Les Impures de Pierre Chevalier : Charlie, le proxénète

#### Réalisateur
- 1951 : Hello God
- 1951 : La Taverne de la Nouvelle-Orléans (The Adventures of Captain Fabian)
- 1961 : La Planète fantôme (The Phantom Planet)

#### Producteur
- 1951 : La Taverne de la Nouvelle-Orléans (The Adventures of Captain Fabian)
- 1964 : Quick, Let's Get Married

### Télévision
Acteur
- 1958 : Folio (série)
- 1958 : Oh Boy! (série)